# 斯克利夫卡
49°32′7″N 22°57′45″E / 49.53528°N 22.96250°E

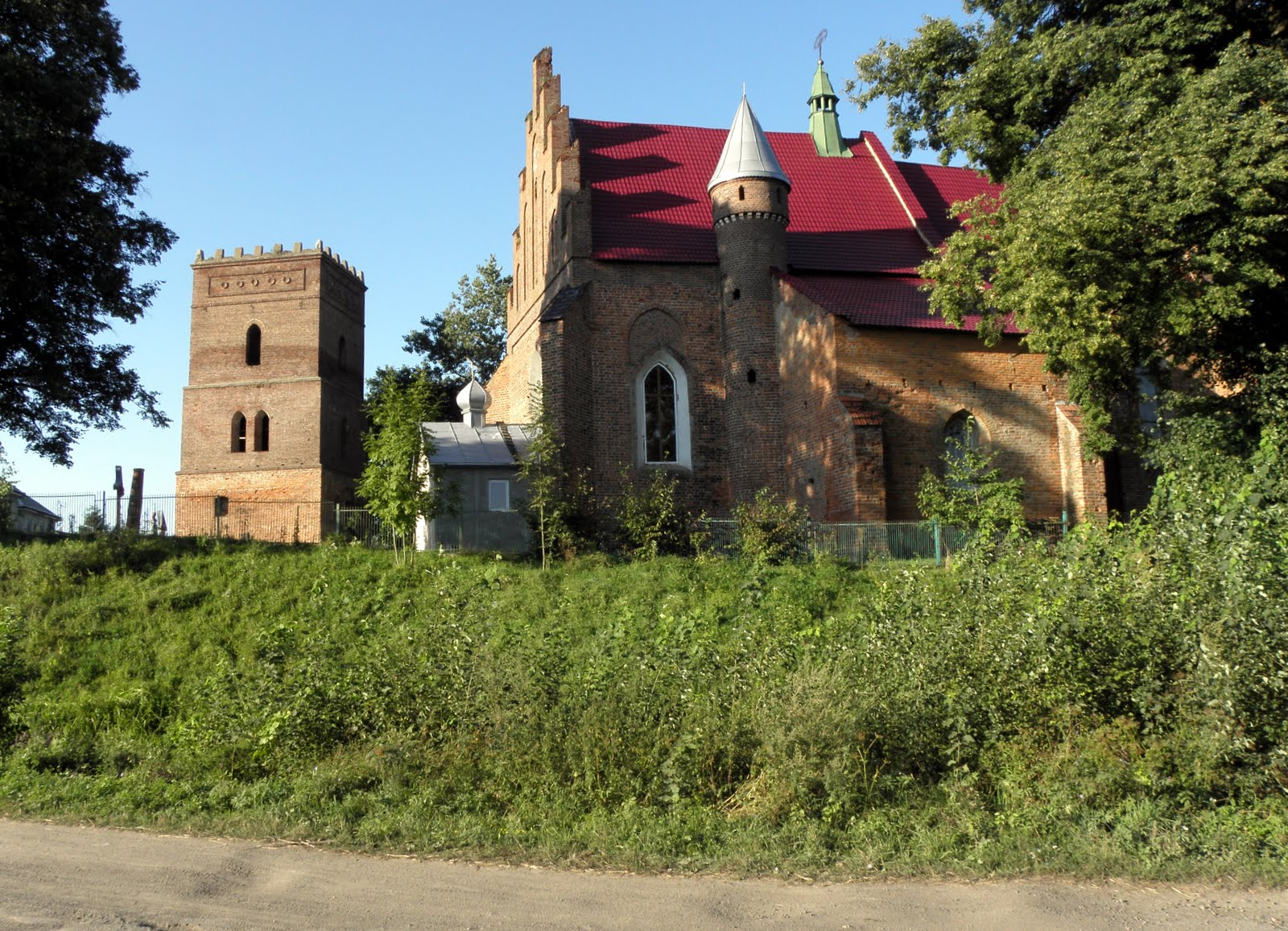

斯克利夫卡（烏克蘭語：Скелівка）是烏克蘭西部的村莊，隸屬利維夫州的桑比爾區。該村始建於1374年，面積3.5平方公里，人口1,062，人口密度每平方公里303.43人。